# Damernas duett i konstsim vid olympiska sommarspelen 1988
Damernas duett i konstsim vid olympiska sommarspelen 1988 i Seoul, Sydkorea, avgjordes den 1 oktober 1988. Kanada vann tävlingen.

## Medaljörer
| Gren  | Guld                                     | Silver                                    | Brons                                 |
| Duett | Michelle Cameron och Carolyn Waldo (CAN) | Karen Josephson och Sarah Josephson (USA) | Mikako Kotani och Miyako Tanaka (JPN) |

## Resultat

### Final
| Placering | Konstsimmare                                | Totalpoäng |
| --------- | ------------------------------------------- | ---------- |
|           | Michelle Cameron och Carolyn Waldo (CAN)    | 197,717    |
|           | Karen Josephson och Sarah Josephson (USA)   | 197,284    |
|           | Mikako Kotani och Miyako Tanaka (JPN)       | 190,159    |
| 4         | Karine Schuler och Anne Capron (FRA)        | 184,792    |
| 5         | Edith Boss och Karin Singer (SUI)           | 183,950    |
| 6         | Marija Tjernjajeva och Tatjana Titova (URS) | 182,667    |
| 7         | Nicola Shearn och Lian Goodwin (GBR)        | 179,075    |
| 8         | Sonia Cárdeñas och Lourdes Candini (MEX)    | 176,833    |